# گبی مورله
گبی مورله (فرانسوی: Gaby Morlay‎؛ ‏ ۸ ژوئن ۱۸۹۳ – ۴ ژوئیه ۱۹۶۴) بازیگر اهل فرانسه بود.
از فیلم‌هایی که وی در آن نقش داشته‌است، می‌توان به آنا، جوزپه وردی، سامسون و آخرین مترو اشاره کرد.